# Christian und Inge Kracht Stiftung
Die Christian und Inge Kracht Stiftung unterstützt Projekte, die Kranken und Pflegenden auf menschlicher, psychologischer, sozialer und spiritueller wie seelsorgerischer Ebene Hilfe bietet. Sie unterstützt Organisationen und Institutionen und fachlich ausgebildete Pflegepersonen, welche die betroffenen Menschen fachlich kompetent begleiten und es ihnen ermöglichen, ihr Leben möglichst selbstbestimmt und in Würde zu Ende zu leben.

## Engagement
Die Christian und Inge Kracht Stiftung fördert Projekte und Massnahmen, die Menschen helfen, ihre allerletzte Lebensphase so zu verbringen, wie sie es sich wünschen. Damit verbunden ist die Erkenntnis, dass nicht jede Krankheit heilbar ist und die Medizin sich an der Realität einer Krankheitsentwicklung und an den Vorstellungen der betroffenen Menschen orientieren sollte.
Sie fördert technische Einrichtungen und Fachwissen im Bereich Palliative Care und engagiert sich in der Entwicklung von Hospiz-Organisationen. Sie unterstützt Institutionen bei der Aufnahme von Personen in prekären Lebenssituationen.

## Organisation
Die Christian und Inge Kracht Stiftung wurde am 5. Mai 2017 ins Leben gerufen. Sie ist eine gemeinnützige und konfessionsneutrale Stiftung mit Sitz in Zürich und ist im Rahmen ihres Stiftungszweckes in der ganzen Schweiz tätig.
Die operative Leitung liegt bei einer unabhängigen Geschäftsstelle, die Fördergesuche entgegennimmt; der Stiftungsrat entscheidet über die Vergaben.
Die Stiftung ist Mitglied bei palliative.ch, der Schweizerischen Fachgesellschaft für Palliative Care und beim Dachverband Hospize Schweiz.
Der Handelsregistereintrag wurde aufgrund der Aufgabe der Geschäftstätigkeit der Stiftung am 20. März 2024 gelöscht.